# Kollektiv intelligens
Kollektiv intelligens (KI): (engelska: Collective Intelligence) är delad- eller gruppintelligens som uppkommer vid samarbete, gemensamma ansträngningar och konkurrens där många individer deltar i gemensamma beslutstaganden.
Termen kollektiv intelligens förekommer bland annat i sociobiologi, statsvetenskap, peer review samt crowdsourcing. Den kan även inkludera konsensus, socialt kapital och formella system såsom röstningssystem, sociala media och andra typer av aktiviteter som berör många. Kollektivt IQ är ett mått på kollektiv intelligens, även om det i många fall används mer som en synonym. Termen kollektiv intelligens har även använts gällande bakterier och djur.
Begreppet kollektiv intelligens kan ses som en egenskap som uppstår i samarbeten mellan: 1) data-information-kunskap; 2) mjukvara-hårdvara; och 3) experter (de med nya insikter såväl som de med välkänd auktoritet) eftersom alla tre samarbetena kontinuerligt lär sig av feedback för att producera just-in-time kunskap för bättre beslut. Alla tre samarbetena fungerar bättre tillsammans än vad respektive del skulle gjort individuellt.  
Andra författare som har påverkat konceptet kollektiv intelligens är bland andra: Francis Galton och Douglas Hofstadter (1979), Peter Russell (1983), Tom Atlee (1993), Pierre Lévy (1994), Howard Bloom (1995), Francis Heylighen (1995), Douglas Engelbart, Louis Rosenberg, Cliff Joslyn, Ron Dembo, Gottfried Mayer-Kress (2003) och Alexander Löfgren (2022).
Philip Runsten och professor Andreas Werr la grunden för den svenska definitionen av kollektiv intelligens i och med deras forskning som påbörjades år 2006. Forskningen resulterade i doktorsavhandlingen “Kollektiv förmåga – en avhandling om grupper och kunskapsintegration ”  publicerad år 2011.
Inom forskning om kollektiv intelligens i organisationer och deras lokala mikrosystem har termen organisation definierats som summan av löpande samarbets- och koordineringstillfällen mellan människor. Den genomsnittliga kvaliteten på samarbetet får en avgörande betydelse för hur väl organisationer lyckas koordinera och använda tillgängliga kunskapsresurser. En hög genomsnittlig intelligens i en organisation kan leda till att mer görs med mindre insats, dvs. att resurser används mer effektivt, att mer genomtänkta strategier utvecklas och att organisationen blir bättre på att förverkliga strategier i praktiken.
Lokala mikrosystem uppstår inom organisationen när individer samarbetar med varandra vid en given tidpunkt och situation. Kollektiv intelligens för mikrosystem inkluderar hur mycket av individernas totala kunskap som används, dvs. hur väl kunskap specialiseras och koordineras inom gruppen. Bevisat är att kollektivt intelligenta mikrosystem i högre grad använder den tillgängliga kunskap som finns inom gruppen och att de presterar bättre än vad varje individ hade gjort ensam. Fördelen med kollektiv intelligens är därmed möjligheten att dra nytta av alla individers specialistkunskap. Genom att ta hänsyn till gruppens gemensamma kunskap fattas bättre beslut. Eftersom hela gruppen bidragit till beslutets utfall och därmed känner att rätt beslut fattats, är gruppen bättre än genomsnittet på att verkställa beslutet efteråt. Dessutom lyssnar och bekräftar kollektivt intelligenta grupper varandra drygt 1 500 procent mer och ställer ca 2 000 procent fler utforskande frågor jämfört med icke-kollektivt intelligenta grupper. De grupper som lyckas uppnå en hög kollektiv intelligens är högpresterande och därmed även med framgångsrika än andra grupper. Resonemanget stödjs av forskning av Runsten och Werr. 
Smart samarbete är exempel på tillämpning av kollektiv intelligens för möjliggörande av intelligent organisering och skapande av intelligenta tillfällen i en organisations mikrosystem.